# Juan Bernardo Fuentes Curbelo
Juan Bernardo Fuentes Curbelo, más conocido como el Tito Berni (Puerto del Rosario, Fuerteventura, 22 de abril de 1962), es un expolítico, asesor fiscal español perteneciente hasta su expulsión del Partido Socialista Obrero Español. Fue diputado en las VIII y XIV legislaturas hasta que su implicación en la mediática trama de corrupción del Caso Mediador provocó tanto su baja como diputado el 14 de febrero de 2023, como su expulsión del partido.

## Biografía
El Tito Berni nació en el municipio canario de Puerto del Rosario en 1962, donde estudió Formación Profesional en la rama de Administrativo y un máster en Asesoría Fiscal y Derecho Tributario para ejercer como asesor fiscal como socio-fundador de Asesoría Tetir SL. Está casado y tiene tres hijos.
Se inició en política como Secretario de Política Institucional y Acción electoral del PSC-PSOE de Fuerteventura. Después fue diputado del PSOE en el Congreso de 2006 a 2007 y luego director general de Ganadería de Canarias. En las elecciones generales de 2019 no logró escaño pero tras la renuncia de Elena Mañez Rodríguez en 2020, accedió al escaño tras ser el siguiente de la lista, dejando entonces su cargo en el Gobierno Canario a su sobrino. Como diputado fue portavoz adjunto de la Comisión de Industria, Comercio y Turismo. También ha sido secretario de Política Institucional y Acción electoral.
En 2023 se vio implicado como responsable político principal de un caso de corrupción política por presuntamente haber frecuentado junto a otros diputados prostíbulos pagados por empresarios a los que facilitaba después favores, algunos medios publicaron fotografías que supuestamente se corresponderían a estos hechos. Imputado en el conocido como Caso Mediador por cargos de cohecho, falsedad documental, blanqueo de dinero, tráfico de influencias y pertenencia a grupo criminal organizado provocó su renuncia como diputado y expulsión del partido. Habida cuenta del cariz que tomaba el caso, la juez instructora, María de los Ángeles Zabala Sanz, pidió a la presidenta del Congreso de los Diputados, Meritxell Batet, que entregase a la Policía Nacional el ordenador y otros efectos personales que el exdiputado socialista dejó en la Cámara Baja.